# Copelatus laeticulus
Copelatus laeticulus är en skalbaggsart som beskrevs av Sharp 1882. Copelatus laeticulus ingår i släktet Copelatus och familjen dykare. Inga underarter finns listade i Catalogue of Life.